# М-учење
Појам м-учења (мобилног учења) има више значења у различитим заједницама, обухватајући e-учење и учење на даљину које се фокусира на учење преко мобилног уређаја. Мобилно учење је дефинисано као учење преко социјалне интеракције користећи личне електронске уређаје.
Другим речима, коришћењем мобилних уређаја омогућено је учење свуда и у било које време. Мобилно учење подразумева коришћење мобилних уређаја, MP3 плејера, таблета и notebook рачунара. 
Постоје различити облици примене мобилног учења, а истиче се:
- мобилно учење подстакнуто развојем технологије
- учење у учионицама којима је доступан Интернет
- информално, песонализовано и мобилно учење подстакнуто разним ситуацијама
- подршка мобилном тренингу
- мобилно учење за рурални развој

Све више школа данас подстиче ученике да користе своје мобилне уређаје у сврху наставе. Тако се у појединим школским установама користе мобилни телефони за читање електронских књига, објаве размишљања, прикупљање и анализу података, прикупљање ученичких одговора и у многе друге едукативне сврхе.
Предности мобилног учења су бројне, а издваја се његова доступност. Осим тога оно омогућава синхрону и асинхрону сарадњу за време и након формалног учења.
Мобилно учење има велики потенцијал у преобликовању наставе и преносу знања.

## Историја
Постоје различита мишљења о томе када је настало мобилно учење. Негде се наводи чињеница да је почетак мобилног учења био још давне 1901. године када је Linguaphone почео да издаје часове језика преко фонографских цилиндара. Наредних година, како је технологија узнапредовала, прешло се на коришћење касета. 
Касније, 1960-их година, почиње да се користи телепринтер преко кога се учење одвијало путем постављања питања кориснику и давања одговора. Питања и одговори могли су да се прикажу као алфанумерички знаци од 24 линије од којих је свака имала по 80 карактера. 
Када је дошло до развоја персоналних рачунара 1970-их и 1980-их година, по први пут се уместо чистог текста приказивала и графика као један од видова интерактивности. 
М-учење се први пут помиње као технологија 1990-их година и тада долази до развоја Интернета и повезивања мобилних компјутера са бежичним мрежама. Тада су Универзитети у Европи и Азији развили и пратили мобилно учење њихових студената. 
У наредној деценији следе многа истраживања и експерименти, и захваљујући успешним резултатима, мобилно учење се шири са подручја школског учења и примењује и на разним пословима. 
Након 2010. године, појавом све већег броја паметних телефона, развојни тим мобилног учења нашао се на раскрсници. Наиме, требало је одлучити за које уређаје (паметне телефоне или таблете) треба развијати технологију мобилног учења и које оперативне системе примењивати. За сада су се Apple, Android и Blackberry показали као најпопуларнији. 

## Преглед

### Значај
Корисници мобилног учења истакли су следеће вредности ове технологије:
- Значај увођења нове технологије учења у учионицама.
- Уређаји који се користее за мобилно учење су значајно лакши од књига и лаптопова.
- Мобилно учење може бити олакшавајућа околност за особе са посебним потребама.
- Мобилно учење подстиче сам процес учења.

### Предности
- Цена – мобилни уређају коштају мање од рачунара и лаптопова.
- Мултимедијални садржај и креативни дизајн као и опције.
- Подржано континуално учење невезано за локацију и време.
- Потенцијално боље искуство у учењу.

### Недостаци
Што се тиче недостатака мобилног учења, углавном је то сама величина екрана и дугмића, који су релативно мали, као и брзина конекције и трајање батерије уређаја. Такође, проблем је и број формата фајлова који су подржани на одређеним уређајима. Постоје и потешкоће коришћења већ постојећег садржаја за електронско учење на мобилним уређајима. Још један од проблема је сама меморија телефона, која је ограничена. Такође, цена уређаја може представљати проблем, ако узмемо у обзир да са повећањем квалитета уређаја расте и његова цена. 

### Потребе
Како бисмо у потпуности усвојили мобилно учење, потребно је задовољити неке услове. Један од услова је да уколико технологија мобилног учења тренутно не може да успуни све захтеве, било би боље тренутно одложити овакав пројекат све док технологија не напредује још више у овом контексту. 
Неки од захтева који морају постојати како би се користило мобилно учење су:
- 3GP – за преузимање аудиовизуелног материјала повезаног са мобилним учењем
- GPRS – за брзу конекцију и преузимање садржаја
- Wi-Fi – приступ садржајима на Интернету
- Cloud – складиштење и дељење фајлова

## Будућност
Сви смо схватили важност унапређивања мобилног учења. Међутим, многим земљама увођење мобилног учења у овом тренутку може бити само будући сан. Ипак, то није разлог да се одлаже усвајање мобилног учења у земљама где су стечени услови за овакву технологију. Ако постоји потреба за мобилним учењем, свакако га што пре треба прихватити. Проблем је где и како почети.
Према неким подацима из Pew Internet & American Life Project постоји тренд у „скидању“ мобилних апликација са Интернета. Такође, у току је истраживање многих технологија за мобилно учење, као што су корисничко прављење садржаја на мобилним уређајима, разне симулације и игре за едукацију на мобилним уређајима.

## Закључак
Мобилно учење нам омогућава модеран начин подршке процесу учења. Основни значаји мобилног учења у односу на е-учење су: персонализација, пренос, сарадња, интерактивност и контекстуалност. Данашњим приступом информацијама и знању са било ког места у било које време образовање се налази пред изазовом, а однос између самог образовања, друштва и технологије је динамичнији него што је икада био. 
Учење не треба везати искључиво за учионцу, већ треба оставити могућност приступа информацијама, садржајима за учење и алатима за сарадњу путем неког интегрисаног система.
Напредак у технологији пружа нове могућности корисницима. Глобалне бежичне технологије као и Wi-Fi, Bluetooth и Wireless LAN и сателитски системи заједно са мобилним уређајима омогућили су настанак области м-учења. Најважнија карактеристика м-учења је независност од места на коме се налазите и чињеница да има могућност прилагођавања начину животу у урбаним срединама где се број корисника сваким даном повећава. Највећа погодност м-учења је што је доступно свуда и пружа колаборацију и размену садржаја међу корисницима.
Повећан број алата и ресурса мобилног учења омогућава све већу персонализацију учења. Такође подржава различите методе попут самосталног учења, групног рада, решавања проблема, рада на пројектима итд. Приступ великом броју садржаја у било које време и са било ког места даје могућност формалног и информалног учења у учионици и ван ње.